# 亚历山大·斯捷潘诺维奇·波波夫

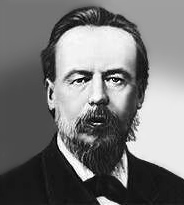
亚历山大·波波夫

亚历山大·斯捷潘诺维奇·波波夫（俄语：Александр Степанович Попов，1859年3月16日—1906年1月13日），俄国物理学家和电气工程师，是研究电磁波的先驱。

## 生平
波波夫出生于乌拉尔山区的一个小村庄，父亲是一位神父，1877年进入聖彼得堡帝國大學学习，1892年毕业后留校在实验室工作，1893年到俄国海军喀琅施塔得鱼雷学校任教。
波波夫于1894年发明了第一架无线电接收器，一个金属检波器，1895年改进成接收闪电发出的电磁波装置，同年5月7日他在彼得堡物理和化学协会物理学部年会上演示了他制成的一架无线电接收装置－雷电指示器，这一天后来被俄罗斯定为“无线电日”庆祝。7月将这个装置安装在圣彼得堡林学院的气象站中，几个月后发表了一篇论文说明这种装置可以接收人工震荡源的信号。1896年3月在彼得堡物理学年会时，在彼得堡大学的两座建筑物、距离约为250米之间进行了发送和接收电磁波信号的实验，这比意大利物理学家马可尼于1896年6月取得专利的装置要早。
1898年他和俄国海军一起进行了10 千米距离的海岸和军舰之间的通信实验，1899年实现了50千米通信。但由于马可尼先取得了专利，国际上一般认为是马可尼发明的无线电通信，而俄罗斯人尊波波夫为无线电发明人。
1900年俄国海军在波波夫的指导下在波罗的海中的高戈兰岛设立了无线电站，和芬兰沿海城市科特卡之间实现了无线电通讯。（当时芬兰属于沙皇俄国），2月5日发出第一条信息，到了4月份，破冰船爱尔马克号前往高戈兰岛解救被冰困住的战舰，同时解救出50名芬兰渔民，无线电站已经成功地发送了440条信息，这时马可尼刚开始第一次通信实验。
1901年波波夫被任命为电技术研究所的教授，1905年被选为研究所所长，年底健康状况恶化，翌年初即死于脑溢血。